# Comuna Pătrăuți, Suceava
Pătrăuți (în germană Petroutz bei Suczawa) este o comună în județul Suceava, Bucovina, România, formată numai din satul de reședință cu același nume.
În localitatea Pătrăuți a fost construită în 1487 o biserică închinată Sfintei Cruci. Biserica a fost construită de domnitorul moldovean Ștefan cel Mare și este prima biserică păstrată de la acest voievod, în forma sa originară. Astăzi biserica este monument înscris pe lista Patrimoniului Mondial. Este singura biserică a lui Ștefan cel Mare care n-a fost restaurată niciodată.

## Demografie
Componența etnică a comunei Pătrăuți
     Români (54,25%)
     Romi (30,8%)
     Alte etnii (0,43%)
     Necunoscută (14,52%)
Componența confesională a comunei Pătrăuți
     Penticostali (42,09%)
     Ortodocși (34,56%)
     Adventiști (3,89%)
     Baptiști (1,9%)
     Alte religii (1,23%)
     Necunoscută (16,34%)
Conform recensământului efectuat în 2021, populația comunei Pătrăuți se ridică la 4.890 de locuitori, în creștere față de recensământul anterior din 2011, când fuseseră înregistrați 4.567 de locuitori. Majoritatea locuitorilor sunt români (54,25%), cu o minoritate de romi (30,8%), iar pentru 14,52% nu se cunoaște apartenența etnică. Din punct de vedere confesional, cei mai mulți locuitori sunt penticostali (42,09%), cu minorități de ortodocși (34,56%), adventiști (3,89%) și baptiști (1,9%), iar pentru 16,34% nu se cunoaște apartenența confesională.

## Politică și administrație
Comuna Pătrăuți este administrată de un primar și un consiliu local compus din 15 consilieri. Primarul, Adrian Isepciuc[*], de la Partidul Social Democrat, este în funcție din 2016. Începând cu alegerile locale din 2024, consiliul local are următoarea componență pe partide politice:
|  | Partid                          | Consilieri | Componența Consiliului | Componența Consiliului | Componența Consiliului | Componența Consiliului | Componența Consiliului | Componența Consiliului | Componența Consiliului | Componența Consiliului | Componența Consiliului | Componența Consiliului |
|  | ------------------------------- | ---------- | ---------------------- | ---------------------- | ---------------------- | ---------------------- | ---------------------- | ---------------------- | ---------------------- | ---------------------- | ---------------------- | ---------------------- |
|  | Partidul Social Democrat        | 10         |                        |                        |                        |                        |                        |                        |                        |                        |                        |                        |
|  | Partidul Național Liberal       | 3          |                        |                        |                        |                        |                        |                        |                        |                        |                        |                        |
|  | Alianța pentru Unirea Românilor | 1          |                        |                        |                        |                        |                        |                        |                        |                        |                        |                        |
|  | Partida Romilor „Pro Europa”    | 1          |                        |                        |                        |                        |                        |                        |                        |                        |                        |                        |

## Recensământul din 1930
Componența etnică a comunei Pătrăuți
     Români (94,3%)
     Polonezi (0,4%)
     Altă etnie (5,3%)
Componența confesională a comunei Pătrăuți
     Ortodocși (96,2%)
     Romano-catolici (0,5%)
     Altă religie (3,3%)
Conform recensământului efectuat în 1930, populația comunei Pătrăuți se ridica la 3132 locuitori. Majoritatea locuitorilor erau români (94,3%), cu o minoritate de polonezi (0,4%). Alte persoane s-au declarat: ruși (1 persoană), germani (8 persoane), evrei (7 persoane). Din punct de vedere confesional, majoritatea locuitorilor erau ortodocși (96,2%), dar existau și romano-catolici (0,5%). Alte persoane au declarat: evanghelici\luterani (1 persoană), baptiști (3 persoane), mozaici (7 persoane), fără religie (93 de persoane).

## Personalități
- Iosif Antochi (1914 - 1997), pedagog, membru al Academiei Române.

## Obiective turistice
- Biserica Înălțarea Sfintei Cruci din Pătrăuți - monument istoric construit în 1487 de Ștefan cel Mare